# Park View (Iowa)
Park View es un lugar designado por el censo ubicado en el condado de Scott en el estado estadounidense de Iowa. En el Censo de 2010 tenía una población de 2389 habitantes y una densidad poblacional de 872,66 personas por km².

## Geografía
Park View se encuentra ubicado en las coordenadas 41°41′32″N 90°32′22″O / 41.69222, -90.53944. Según la Oficina del Censo de los Estados Unidos, Park View tiene una superficie total de 2.74 km², de la cual 2.74 km² corresponden a tierra firme y (0%) 0 km² es agua.

## Demografía
Según el censo de 2010, había 2389 personas residiendo en Park View. La densidad de población era de 872,66 hab./km². De los 2389 habitantes, Park View estaba compuesto por el 94.22% blancos, el 2.3% eran afroamericanos, el 0.04% eran amerindios, el 0.75% eran asiáticos, el 0.04% eran isleños del Pacífico, el 0.63% eran de otras razas y el 2.01% pertenecían a dos o más razas. Del total de la población el 3.68% eran hispanos o latinos de cualquier raza.